# 人は見かけによらぬもの
人は見かけによらぬもの（ひとはみかけによらぬもの）は、江戸時代の歌舞伎からのことわざ。

## 概要
人間の性格や能力というのは、表面だけでは判断をすることはできないということを意味する。その人というのは本当はどのような人であるかということは、上辺だけの身なりや態度を見たのみでは分からないということである。この言葉とは善人のように見えていたのが実際は悪人であった場合と、悪人のように見えていたのが実際は善人であった場合のいずれの場合にも用いられている。多くの場合は善人のように見えていたものの実際はその人物というのは悪人であったという場合に用いられている。

## 由来
このことわざというのは江戸時代の歌舞伎である加賀見山再岩藤が由来である。この作品には律儀そうな此方衆の兄弟が出てきており、このような人々ならば不義理な行為はしないだろうと思い込んでいたのであるがこれは間違いであったという場面があり、この場面での此方の台詞に人は見かけによらぬものという言葉が用いられていた。